# Сотничи (Петриковский район)
Сотничи (бел. Сотнічы) — деревня в Бабуничском сельсовете Петриковского района Гомельской области Беларуси.
На западе граничит с лесом.

## География

### Расположение
В 11 км на север от Петрикова, 11 км от железнодорожной станции Муляровка (на линии Лунинец — Калинковичи), 186 км от Гомеля.

### Гидрография
На севере мелиоративные каналы.

## Транспортная сеть
Рядом автодорога Лунинец — Калинковичи. Планировка состоит из прямолинейной улицы, ориентированной с юго-востока на северо-запад, к которой на севере присоединяется переулок. Жилые дома деревянные, усадебного типа.

## История
По письменным источникам известна с XVII века как селение в Мозырском повете Минского воеводства Великого княжества Литовского. В конце XVII — начале XVIII веков построена церковь, которая в 1836 году перенесена в Петриков на кладбище. После 2-го раздела Речи Посполитой (1793 год) в составе Российской империи. Обозначена на карте 1866 года, которой пользовалась Западная мелиоративная экспедиция, работавшей в этих местах в 1890-е годы. Согласно переписи 1897 года действовал хлебозапасный магазин. В 1908 году в Петриковской волости Мозырского уезда Минской губернии.
В 1931 году организован колхоз. Во время Великой Отечественной войны 27 жителей погибли на фронте. Согласно переписи 1959 года в составе совхоза «Заветы Ильича» (центр — деревня Бабуничи). Работал фельдшерско-акушерский пункт.

## Население

### Численность
- 2004 год — 32 хозяйства, 68 жителей.

### Динамика
- 1897 год — 20 дворов, 155 жителей (согласно переписи).
- 1908 год — 25 дворов 211 жителей.
- 1917 год — 278 жителей.
- 1959 год — 164 жителя (согласно переписи).
- 2004 год — 32 хозяйства, 68 жителей.

## Известные уроженцы
- Литвинчук, Марина Викторовна — белорусская гребчиха-байдарочница. Двукратный бронзовый призёр летних Олимпийских игр в байдарке-четвёрке, трёхкратная победительница Европейских игр, многократная чемпионка мира, Европы и национальных первенств. Заслуженный мастер спорта Республики Беларусь.